# 第七六五海軍航空隊
第七六五海軍航空隊（だい765かいぐんこうくうたい）は、日本海軍の部隊の一つ。南西諸島防衛の主力爆撃機隊として、太平洋戦争終盤に最前線で偵察・爆撃・雷撃に従事した。

## 沿革
フィリピン戦線で壊滅した第一航空艦隊の一部が台湾に撤退し、台湾または沖縄の防衛を担うために4個航空隊を再編した。七六五空は偵察機隊として再編されたもので、鹿屋飛行場を原隊に指定され、台南を主力基地とした。陸上・艦上を問わず、新旧あらゆる爆撃機・攻撃機を寄せ集めた。沖縄の地上戦が始まると、沖縄方面への対地爆撃・対艦攻撃に赴くことが多くなったが、1945年（昭和20年）5月の第五次菊水作戦以降の行動は、台湾に増援された他の攻撃部隊の行動と混同されており、判然としていない。
- 昭和20年（1945年）

2月5日　鹿屋飛行場を原隊として開隊。第一航空艦隊附属。5個偵察隊192機（定数であり、満たしたことはない）。
3月26日　銀河2機で沖縄を哨戒。
3月29日　一式陸上攻撃機3機で上陸船団を夜襲。戦果なし。
4月1日　沖縄本島の地上戦開始。彗星4機・銀河2機で敵情偵察。
4月2日　陸攻2・銀河2・彗星4で上陸船団を夜襲。
4月6日　「菊水1号作戦」発動、銀河4機で爆撃。3機喪失。
4月15日　「菊水2号作戦」最終日、陸攻1機で沖縄北飛行場を爆撃。
4月16日　「菊水3号作戦」初日、彗星5機で北飛行場を爆撃。
4月20日　翌日にかけ陸攻5機・銀河3機で北飛行場を爆撃。
4月24日　彗星1機で戦果確認偵察。
5月4日　彗星4機で宮古島の敵陣地を爆撃。2機喪失。
5月8日　一航艦より連合艦隊附属に転籍。
5月9日　彗星2機で嘉手納沖の在泊艦艇を攻撃、戦果なし。
5月12日　天山2機で対艦雷撃、戦果なし。
5月13日　七六五空から特別攻撃初参加、彗星5機突入。
5月15日　七六五空総攻撃。九七式艦上攻撃機2機特攻、天山3機・彗星3機で薄暮対艦攻撃。戦果なし。
5月29日　翌日にかけ攻撃機7機で飛行場爆撃。
　　　　　　　　この頃から七六五空単独の行動が不明確となる。以後、在台湾の各攻撃機隊は散発的な攻撃行動に従事。
6月15日　高雄警備府第26航空戦隊に転籍。
- 終戦後解隊

6月以降の活動は判然としないが、他の在台湾航空隊と同様に、散発的な出撃を重ねていたようである。

## 主力機種
- 銀河
- 一式陸上攻撃機
- 彗星
- 天山
- 九七式艦上攻撃機

「戦史叢書」に明記されているのは以上5機種で、九六式陸上攻撃機や九九式艦上爆撃機が使用されたかは定かではない。

## 歴代司令
- 天谷孝久（昭和20年2月5日-）
- 増田正吾（昭和20年2月25日-終戦後解隊）